# Carabodes gibbiceps
Carabodes gibbiceps är en kvalsterart som beskrevs av Berlese 1916. Carabodes gibbiceps ingår i släktet Carabodes och familjen Carabodidae. Inga underarter finns listade.